# 国際連合安全保障理事会決議217
国際連合安全保障理事会決議217（こくさいれんごうあんぜんほしょうりじかいけつぎ217、英: United Nations Security Council Resolution 217）は、1965年11月20日に国際連合安全保障理事会で採択された決議である。南ローデシアに関係する。
安保理は、南ローデシアの一方的な独立宣言によりもたらされた状況が極めて憂慮すべきものであるとし、国際平和と安全への脅威としてイギリス政府が終止符を打つべきであるとした。また、加盟国に対して、違法政権と見なすものを承認せず、外交関係を持たないように求めた。
賛成10、反対0、棄権1（フランス）で採択された。
Joanna Vの迎撃は、4月4日にこの決議に従ってイギリス海軍のBeira Patrolの一環として行われたが、効果がないと判明し、決議221が4月9日に採択され、Beira Patrolに対して、より多くの権限が与えられた。